# Естонська кухня

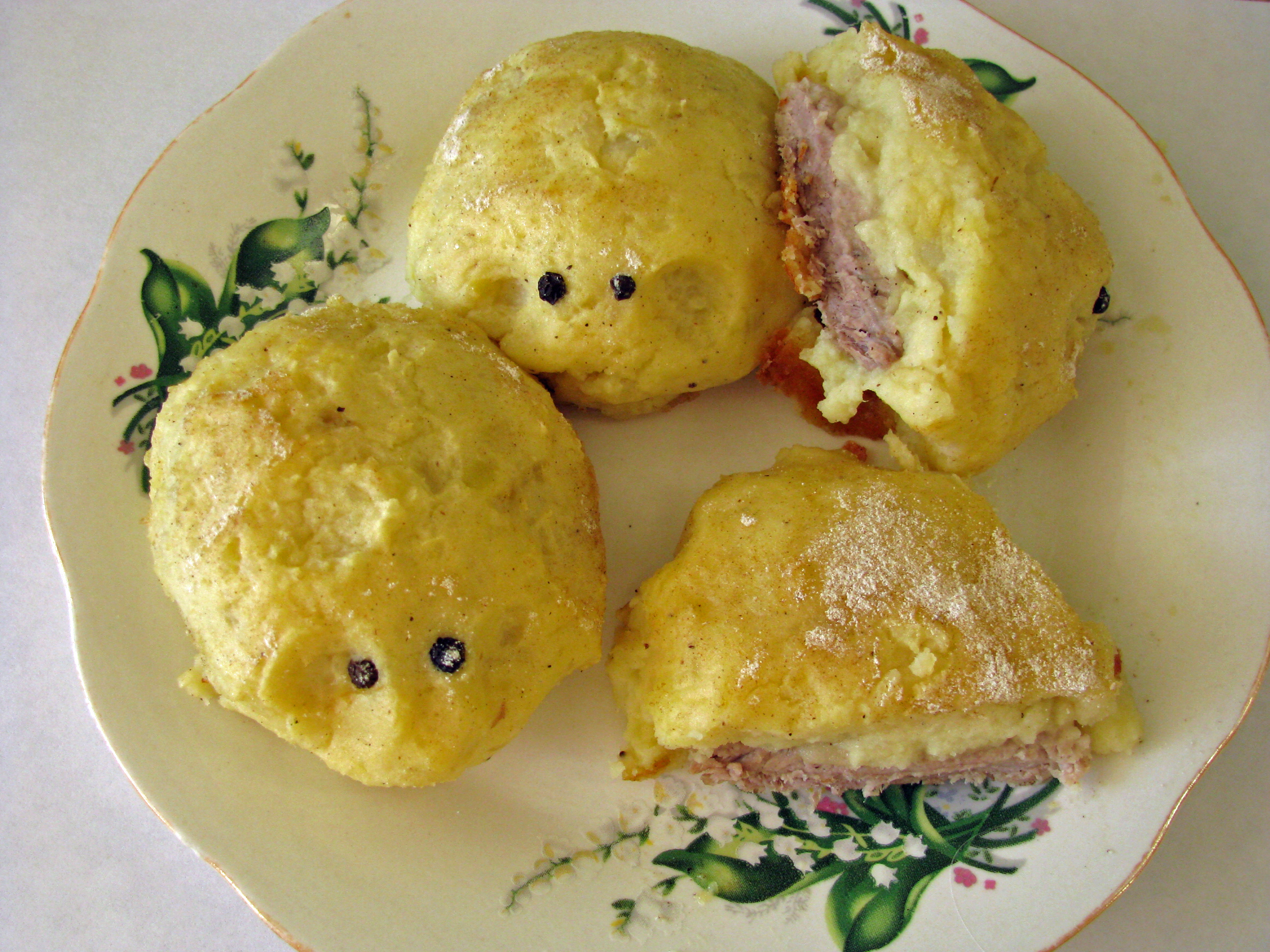
Картуліпорсс

Есто́нська ку́хня (ест. eesti köök) — ощадлива, проста і прагматична. Національні естонські страви незвичайні для кожного, хто вперше їх спробує. Такі народні страви, як, наприклад, кама, приготовлена з борошна жита, гороху, пшениці та ячменю, уживана з молоком чи кисляком, гороховий суп з перловою крупою, кров'яна ковбаса з брусничним варенням, запечена свинина з цибулевим соусом і маринованим гарбузом, естонський чорний хліб і маринована кілька користаються великою популярністю в Естонії. Тут не бояться поєднувати молоко з горохом чи рибою. У підсумку виходить дуже апетитна і безпечна для шлунка страва.
Кулінарні традиції Естонії пройшли довгий і цікавий шлях. Вони склалися під впливом німецької, шведської і слов'янської культур. Але, попри це, естонська кухня зберегла національну своєрідність.
Більшість страв готують без пряних добавок і приправ. Смакова гама естонської кухні досить обмежена вона виразно-прісна, її смак м'який, ніжний, стриманий, природний, її основний аромат — молочний, переважний навіть у рибних і солодких стравах.
Як і у всіх мешканців Балтії, в естонців помітну роль грають холодний стіл, молочні й м'ясні супи, кашкоподібні овочево-зернові страві, риба у всіх видах і ситні (завжди з борошном, крупами й крохмалем) солодкі страва.
Кухня народів Естонії на перший погляд не відрізняється ні розмаїтістю, ні колоритними особливостями. Естонці їдять те, що дає їм море і те, що вдається одержати від землі. Рибальство в Естонії розвинуте вже не одне тисячоріччя. Цілий рік, поряд із хлібом, основною їжею естонців є риба. На естонських землях вирощують злакові та овочі, серед яких переважає картопля. Вже понад сто років, картопля є щоденною їжею на столі естонців.
Ще відома стародавня естонська страва кама. Їй вже понад 5 тисяч років і вона характерна лише для естонської кухні. Каму готують з борошна, змолотого з жита, вівса, ячменю й гороху, узятих у рівних частках. Спосіб її приготування досить простий: 3–4 чайні ложки борошна кама розмішати 1 склянкою кефіру, йогурту чи молока. За смаком додати цукру або солі.
З овочів в естонській кухні вживають моркву, гарбуз, капусту.
Відома старовинна страва з капусти - мульгікапсад. 
На островах Естонії готують страви, дуже подібні до страв шведської кухні. Тільки за «естонським смаком» у рибні страви додають не сіль, як шведи, а — цукор.
Дуже схожий асортимент страв естонської і німецької кухонь. Зі слов'янської кулінарії запозичені голубці й оселедець «під шубою».

## Риба
З усіх балтійських кухонь естонська є найбільш рибною. Рибні страви складають у ній не тільки велику частину, порівняно з м'ясними й овочевими, але і найбільше ретельно й оригінально розроблені.
При цьому є розходження у використанні риби в приморських і причудських районах Естонії. Камбалу, салаку, балтійського оселедця, сирть, вугра використовують у приморських частинах республіки. На сході Естонії біля Чудського озера і у внутрішніх районах, біля Виртс'ярва, рибні страви готують зі снетків, ряпушки, йоржів і щуки. Як правило, рибно-молочні і рибно-овочеві супи роблять з риби з білим, безкістковим філе — переважно з камбали, тріски, сига.
Більше від інших видів риб в естонській кухні вживається салака і кілька. За голосуванням, проведеним в Естонії у 2007 р., естонською національною рибою обрана саме салака. Цю рибу відварюють, використовують у різних супах, роблять з неї запіканки, млоять у горщиках, заливаючи молоком, сметаною чи яєчно-молочною сумішшю і навіть смажать.
Цікаво відзначити, що в рибних стравах естонської кухні відносно мало використовується цибуля, що є незамінним компонентом у всякій іншій рибній кулінарії. Це пояснюється нелюбов'ю естонців до пряної сировини, небажанням «загострювати» гаму рибних страв. Характерно, що до риби частіше додають ніжний і м'який як пряність кріп, а не гостру цибулю. Таким чином, простота естонської технології в даному випадку дала можливість одержувати рибні страви з оригінальнішим, незаяложеним смаком.

## Приправи
Однією з істотних особливостей естонської кулінарії є вкрай обмежене застосування спецій (гіркого і запашного перцю, лаврового листя, гірчиці тощо), томат-пасти. Рослинна олія в Естонії зовсім новий продукт. Традиційно для смаження і тушкування рибних і м'ясних страв естонці використовують свиняче сало. А солодкі страва готують на вершковому маслі. М'ясний асортимент представлений сосисками різних видів, копченими ковбасами. Раніш їх коптили в «чорних лазнях». Влітку естонці готують холодний суп зі шпинату, ревеню з кислим молоком і вареним яйцем.
Не випадково в Естонії вирощується напівгостра, близька до солодких сортів цитауська цибуля. На південному сході Естонії, поруч з Чудським озером, сільські жителі вже багато років вирощують білу цибулю, що є для них основним продуктом харчування. У них зовсім інші звичаї. Там є навіть власний цибулевий ресторан. Всі інші естонці вживають мало цибулі. Її, як правило, використовують для приготування соусу до м'ясних страв. За старими естонськими традиціями існувало 60 способів приготування соусів. Найпростіший з них — соус з м'ясного фаршу з додаванням цибулі. Для його приготування потрібний фарш, цибуля, спеції і молоко.

## Випічка
Існує три види хлібобулочних виробів: чорний житній хліб, білий пшеничний, а також «проміжний» — пшенично-житній. У хлібне тісто часто додають пряності — кмин, аніс. Жителі Естонії дуже цінують чорний житній хліб, що має винятково естонський смак. В Естонії прийнято йти в гості з чорним хлібом. Білий хліб називають «булкою».
Естонська випічка: яблучний пиріг, вівсяне печиво, пиріг з ревенем, пиріжки із сиром, капустою, грибами, м'ясом, морквою продається в маленьких булочних, де завжди можна випити горнятко кави.

## Молочні продукти
Молочні і кисломолочні продукти в Естонії в пошані[джерело?].

## Традиції та сучасність
За старою традицією, на Різдво естонці ставлять на стіл свинину з кислою капустою і картоплею, кров'яну ковбасу з брусничним варенням, холодець і обов'язкове пиво. Свинина готується в духовці і подається до столу з цибулевим соусом. Для того, щоб зрозуміти смак естонської страви спочатку потрібно спробувати засмажену свинину з цибулевим соусом тушкованою капустою і маринованим гарбузом, а вже потім приступати до кров'янки з брусничним варенням. Кров'янку готують удома, але зараз кожна господиня може її купити в супермаркеті.
На Масницю традиційно готують гороховий суп.
Природно, за останні сто років смаки й естонські традиції дещо змінилися. Нині тут існує дуже багато ресторанів, у яких можна спробувати страви французької, італійської й інших кухонь. У супермаркетах є великий вибір продуктів. Дуже популярними стали йогурти, страви з морепродуктів, зокрема крабів. І лише в сільській місцевості, де естонці займаються фізичною роботою, перевага віддається натуральній естонській їжі.